# Uroctea indica
Uroctea indica is een spinnensoort uit de familie van de spiraalspinnen (Oecobiidae).
De wetenschappelijke naam van de soort werd in 1900 gepubliceerd door Reginald Innes Pocock.